# Residenztheater in der Residenz Stockerau

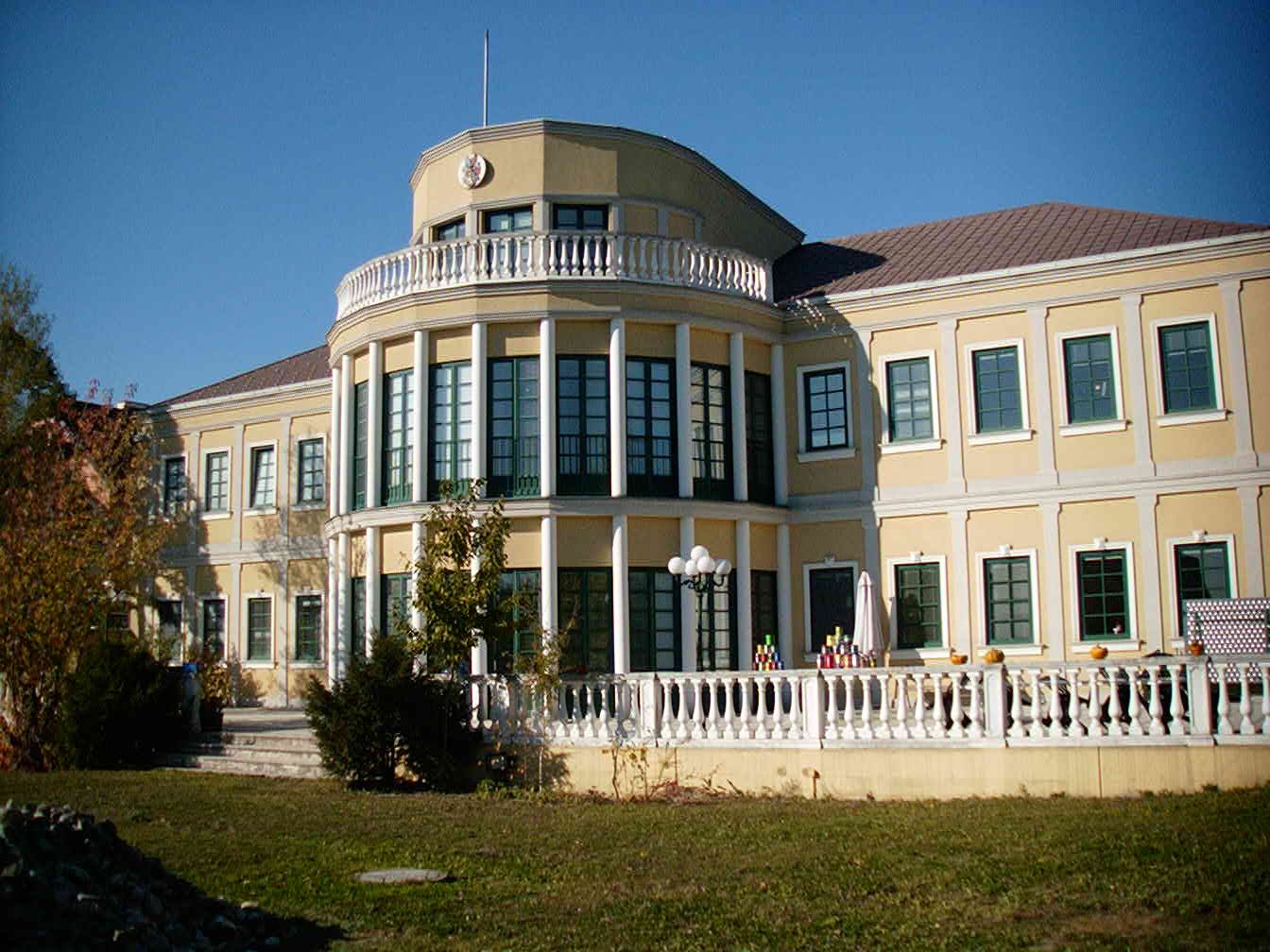
special homes Residenz Stockerau

Das Residenztheater ist eine seit März 2008 bespielte Bühne in Stockerau in Österreich (Niederösterreich) die von Richard Maynau gegründet wurde. Der etwa 150 Personen fassende und technisch voll ausgerüstete Theatersaal befindet sich in einem im Jahr 1995 erbauten Privatgebäude in der Oskar-Helmer-Straße 2 (2000 Stockerau). Das gelbe Haus ist vom Stil her eher als eklektizistisch zu beschreiben, der Grundriss des Hauses erinnert ferner ein wenig an das Weiße Haus in Washington, D.C.

## Geschichte
Das Theater wurde am 29. März 2008 eröffnet und begann sofort mit professionellem Spielbetrieb. Es führt als erstes Theater in der Stadt einen regelmäßigen Spielplan mit 6 bis 8 Produktionen im Jahr ein (Frühjahrs- und Wintersaison mit Pause im Sommer).